# Matten (ö)
Matten är en ö i Marshallöarna.   Den ligger i kommunen Likiep, i den nordvästra delen av Marshallöarna, 400 km nordväst om huvudstaden Majuro. Arean är 0,19 kvadratkilometer.
Terrängen på Matten är platt. Öns högsta punkt är 19 meter över havet. Den sträcker sig 0,6 kilometer i nord-sydlig riktning, och 0,5 kilometer i öst-västlig riktning.